# Ceratopipra cornuta
A Ceratopipra cornuta a madarak osztályának verébalakúak (Passeriformes) rendjébe és a piprafélék (Pipridae) családjába tartozó faj.

## Rendszerezése
A fajt Johann Baptist von Spix német biológus írta le 1825-ben, a Pipra nembe Pipra cornuta néven. Egyes szervezetek, jelenleg is ide sorolják.

## Előfordulása
Dél-Amerika északi részén, Brazília, Guyana és Venezuela területén honos. Természetes élőhelyei a szubtrópusi és trópusi síkvidéki és hegyi esőerdők.

## Megjelenése
Testhossza 12 centiméter.

## Életmódja
Kevés az információ, valószínűleg gyümölcsökkel táplálkozik.

## Természetvédelmi helyzete
Az elterjedési területe nagyon nagy, egyedszáma pedig stabil. A Természetvédelmi Világszövetség Vörös listáján nem fenyegetett fajként szerepel.